# Phreatia pacifica
Phreatia pacifica är en orkidéart som beskrevs av Noriaki Fukuyama. Phreatia pacifica ingår i släktet Phreatia och familjen orkidéer. Inga underarter finns listade i Catalogue of Life.